# Choquequirao
Choquequirao (lingua quechua meridionale: Chuqi K'iraw, Culla dell'Oro) è uno scavo parziale di una città Inca situata nel Perù meridionale. Contiene strutture molto simili a quelle di Machu Picchu, e di solito ci si riferisce a lei come alla 'sorella'. Choquequirao riceve molti meno turisti della sorella, ma le sue rovine sono altrettanto interessanti, ed è una buona alternativa alla sovraffollata Machu Picchu. A differenza di Machu Picchu, non è possibile visistare Choquequirao in treno o in bus. Il solo modo di visitarla è quello di intraprendere un'escursione di due giorni partendo da Cusco.
Le rovine di Choquequirao comprendono edifici e terrazzi su diversi livelli, da quello più basso di Sunch'u Pata alla cima della collina tagliata. L'apice della collina è stato livellato e cintato di pietre per formare una piattaforma di 30x50 metri di superficie.

## Posizione
Choquequirao (3085 m) si trova tra le cime della catena montuosa di Salkantay, nella provincia di La Convención, la parte della regione di Cusco che sovrasta la valle del fiume Apurímac. L'intero complesso copre 1800 ettari, dei quali il 30-40% non è ancora stato scoperto.

## Storia
Il sito fu probabilmente costruito durante il regno del re Inca Pachacútec, ed è considerato l'ultimo bastione della residenza e rifugio dei Figli del Sole in fuga da Cusco, quando nel 1535 era assediata. Guidati da Manco II, gli Inca trovarono rifugio a Choquequirao.
Presumibilmente fu usata come punto di controllo per regolare l'accesso all'area di Vilcabamba, e come centro culturale e religioso della zona. La città giocò un ruolo importante anche come collegamento tra la giungla amazzonica e la città di Cusco.

## Aspetto
I tipici terrazzi Inca formano la più grande costruzione del sito. Un tempio, alcuni edifici amministrativi ed i quartieri residenziali degli aristocratici si trovano attorno ad una piazza centrale. Nei sobborghi si trovano i quartieri residenziali della gente comune, raggruppati in un piccolo villaggio. Vi sono numerosi canali d'acqua, acquedotti e sorgenti. Molti degli edifici sono ben conservati e restaurati. Il restauro è tuttora in corso.

## Scoperta
Secondo Ethan Todras-Whitehill del New York Times, il primo visitatore non Inca di Choquequirao fu l'esploratore Juan Arias Díaz nel 1710. Il primo riferimento scritto al sito è datato al 1768, e fu fatto da Cosme Bueno, ma ignorato per lungo tempo. Nel 1834 Eugene de Santiges riscoprì il sito. Nel 1837 Leonce Agrand lo mappò per la prima volta, ma le sue mappe furono dimenticate. Quando Hiram Bingham, scopritore di Machu Picchu, visitò Choquequirao nel 1909, il sito si guadagnò l'interesse di tutti. I primi scavi iniziarono alcuni decenni dopo, alla fine degli anni settanta.

## Galleria d'immagini

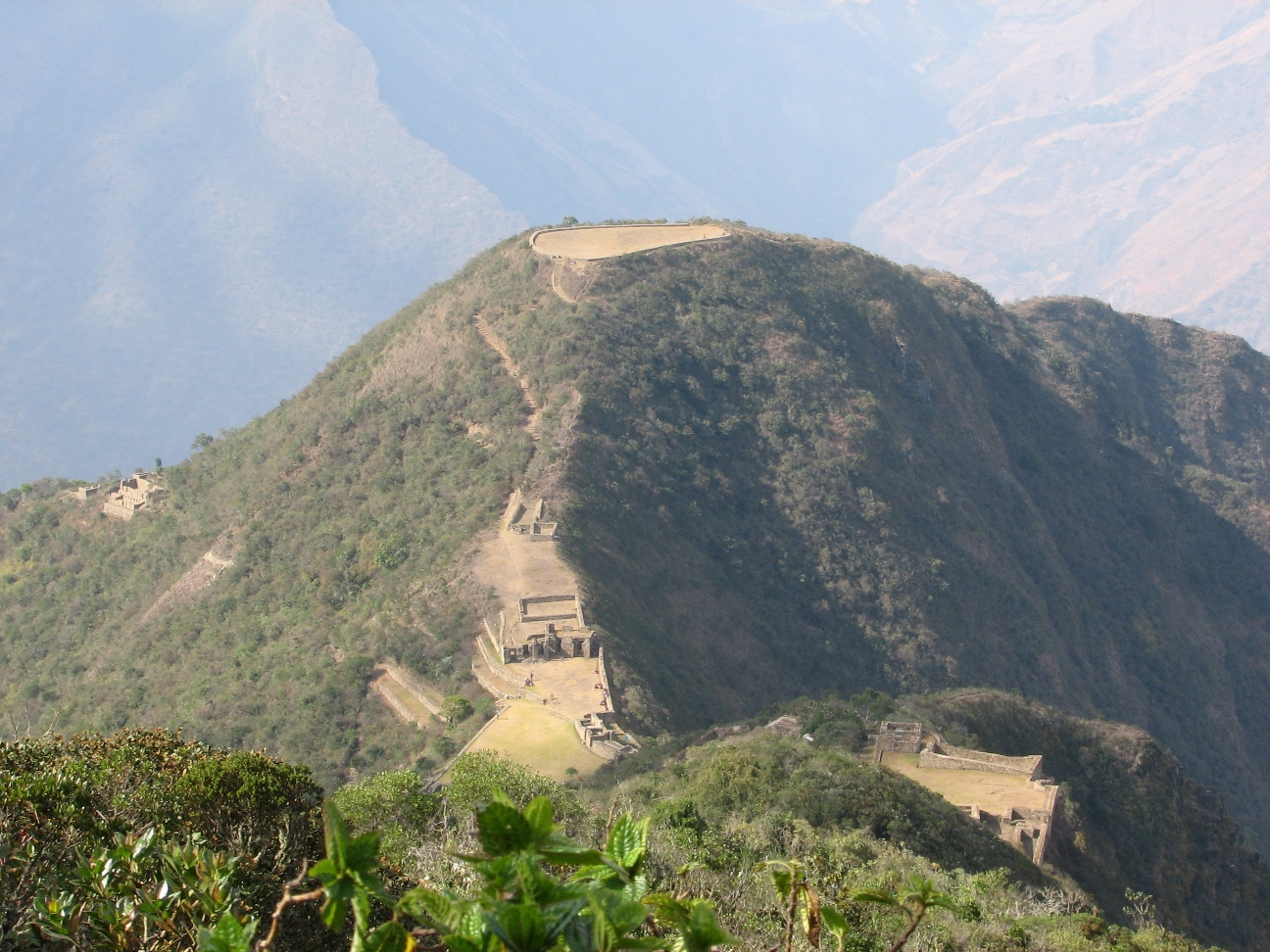
Cima della collina tagliata di Choquequirao
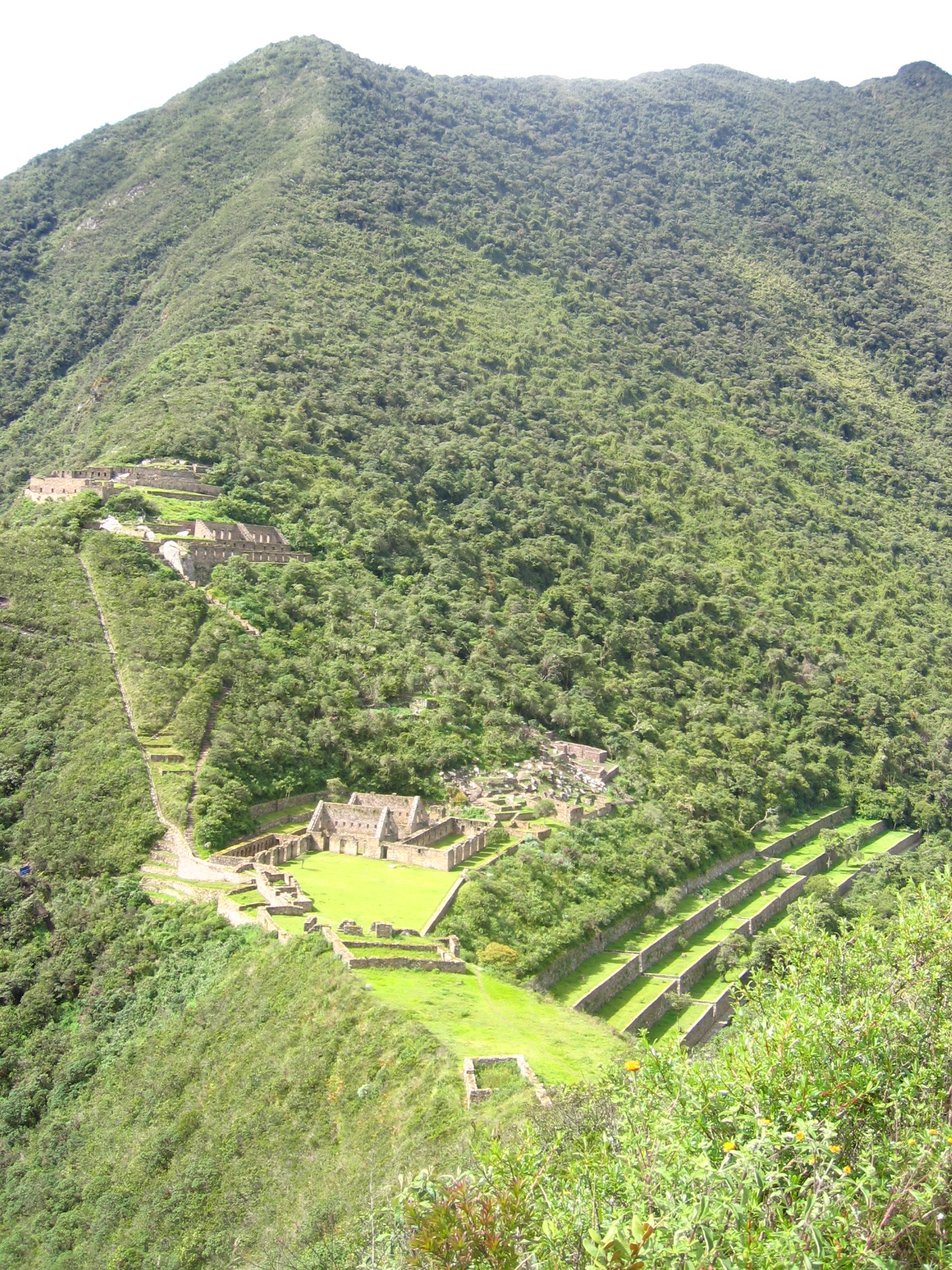
Strutture principali di Choquequirao